# Juan Carlos Corcuera Plaza
Juan Carlos Corcuera Plaza (Sabadell 8 de setembre de 1969) és un advocat i polític català, diputat al Congrés dels Diputats en la VIII, IX i X legislatures.
És llicenciat en dret, en Ciències Polítiques, en Filosofia i Lletres i Història Contemporània per la Universitat Autònoma de Barcelona. Postgrau en Dret de Tecnologies de la Informació per ESADE i diploma al programa de Lideratge per a la Gestió Pública a IESE. Membre de les Joventuts Socialistes de Catalunya, ha estat encarregat de finances de la secció del PSC-PSOE de Sabadell i assessor de dret de les tecnologies de la informació en procediments administratius de l'Ajuntament de Sabadell.
Ha estat elegit diputat per la província de Barcelona a les eleccions generals espanyoles de 2004, 2008 i 2011. Ha estat Secretari Primer de la Comissió de Pressupostos (2004-2008), portaveu de la Comissió no permanent de Seguretat Viària i Prevenció d'Accidents de trànsit (2008-2011) vocal de la comissió de justícia i secretari segon de la Comissió d'Interior (2011-2015).